# Четыре рейхспфеннига
Монета номиналом в 4 рейхспфеннига (нем. Vier Reichspfennig, 4-Pfennig-Münze) — медная монета эпохи Веймарской республики. В обиходе получила уничижительное прозвание «бедный Генрих» (нем. Armer Heinrich) или «талер Брюнинга» (нем. Brüning-Taler).

## Причины возникновения
Генрих Брюнинг, имперский канцлер с 1930 по 1932 год, пытался справиться с ухудшением экономической ситуации, вызванным выплатой репараций, наложенных на Германию по результатам Первой мировой войны, а также кризисом после обвала фондового рынка в 1929 году. Его меры включали экономию повседневных расходов и снижение заработной платы с тем, чтобы в конечном счёте снизить цены. Его политика находилась в согласии с мнением большинства экономистов своего времени. Однако резкое сокращение расходов и отсутствие потребительского спроса привели к быстрому росту числа безработных и продолжали оказывать давление на экономику.
Одной из попыток побудить германское население к повышенной экономности было введение монеты с необычным номиналом 4 пфеннига, которая чеканилась только в 1932 году.

## Описание монеты
На аверсе изображён номинал в виде крупной цифры 4 в ободе, а по ободу — надпись «Deutsches Reich» и название денежной единицы «Reichspfennig» заглавными буквами, а также год «1932». На обороте изображён гербовый орёл Веймарской республики. Гурт отсутствует. Диаметр — 24 мм, масса 5 грамм. Изготавливалась из сплава меди, олова и цинка.
Номинал 4 пфеннига был относительно распространён в Германии в XVIII и XIX веках; такие монеты имели хождение в нескольких немецких государствах до 1872 года, включая Пруссию, Гессен и Саксонию. Однако в те времена, поскольку грош делился на 12 пфеннигов, номинал имел большее практическое значение, чем в 1932 году при десятичной системе.

## Общественный эффект
Согласно закону, при каждой выплате заработной платы часть её — сумма в 2 рейхсмарки — должна была выплачиваться монетами по 4 пфеннига. Брюнинг надеялся воспитать подобным образом ответственное отношение к расходам, что в перспективе должно было привести к снижению потребительских цен. Ещё до того, как монеты вошли в обращение, оппозиция связывала необычный номинал с сокращением заработной платы и доходов (четыре пфеннига — полгроша, две четвёрки — один грош, десять грошей — одна марка). В целом население отнеслось к монете неблагосклонно; в обиходе её называли «бедный Генрих» и «талер Брюнинга». Уже 1 октября 1933 года монета была изъята из обращения пришедшими к власти нацистами.